# Cordillera de Apaneca
Die Cordillera de Apaneca (englisch Apaneca Range) ist eine Gruppe von Schichtvulkanen im Westen von El Salvador zwischen dem Vulkankomplex Santa Ana und der Grenze zu Guatemala. 
Der höchste Punkt der Kette ist der 2.381 Meter hohe Stratovulkan Santa Ana.
Am Ostende der Kette liegt der Stratovulkan Cerro los Naranjos (1.969 m), am Westende liegt der Stratovulkan Las Ninfas mit einem etwa 500 Mal 300 Meter großen Kratersee. Ebenso am westlichen Ende der Vulkankette liegt die 5 × 3,5 Kilometer große Caldera Ataco. An deren Nordflanke liegen zahlreiche Fumarolenfelder und ein geothermisches Kraftwerk, welches seit 1975 Energie liefert. Im Oktober 1990 kamen bei einer hydrothermalen Explosion im Thermalgebiet Agua Shuca 26 Personen ums Leben.